# Staafkerk van Øye
De staafkerk van Øye (Noors: Øye stavkyrkje) ligt in Øyebakken (gemeente Vang, Oppland, Noorwegen). De staafkerk stamt waarschijnlijk uit de tweede helft van de 12e eeuw. Het is een van de kleinste en oudste staafkerken van Noorwegen.
De staafkerk is gebouwd met vier staanders (staven) die, niet zoals in andere staafkerken, een hoger middengedeelte droegen. De staafkerk van Vang, nu in Karpacz, Polen, is de enige vergelijkbare staafkerk. De kerk is 7 bij 5,7 m groot, het koor meet 3,2 bij 3 m.
De kerk was oorspronkelijk op een vlak stuk grond langs het Vangsmjøsa-meer gebouwd, maar de locatie bleek te vochtig te zijn. Bij overstromingen van de Rødøla-rivier werd het kerkhof vrijwel elk voorjaar zodanig overstroomd, dat men de grafkisten met stenen moest verzwaren om het wegdrijven van de stoffelijke overschotten tegen te gaan. Daarom is de kerk op enige afstand van de rivier herbouwd. Deze kerk is rond 1747 gesloopt, waarna ter plaatse een nieuwe kerk werd gebouwd. De entree van de oude kerk is in 1866 naar het Historisch Museum in Oslo overgebracht. De overige restanten van de oude staafkerk werden onder de nieuwe kerkvloer verstopt. Toen deze kerk vervolgens in 1935 werd gerenoveerd, werden de oude kerkdelen teruggevonden. Met behulp van 156 restanten van de oorspronkelijke staafkerk heeft men de huidige staafkerk van Øye opnieuw gebouwd op de huidige locatie bij Øyebakken, vlak bij de hoofdweg. Deze reconstructie werd in 1965 voltooid. Op de plek van de oorspronkelijke staafkerk is een herdenkingssteen opgericht.